# Атанас Лъженски
Атанас Петров Лъженски е български опълченец. Името му се среща и само като Атанас Петров.

## Биография
Атанас Петров Лъженски е роден в свищовското село Стежерово (днес в област Плевен). Според смъртния акт и паметната плоча, поставена на фасадата на дома му Лъженски е роден през 1843 година.
Бил е сподвижник на Панайот Хитов, Филип Тотю, Христо Ботев и Любен Каравелов. Взел е участие в Априлското въстание. След разгрома на въстанието заедно с други българи емигрира в Румъния.
На 4 май 1877 г. е зачислен в Трета знаменна дружина, I рота на Българското опълчение, под командването на подполковник Павел Калитин,  на която е поверено Самарското знаме. Участва в Битката при Шипченския проход през юли 1877 г., в епичната Битка при Стара Загора срещу Централната османска армия с командир Сюлейман паша на 19/31 юли 1877 г., а от битката при Шейново получава дълбок белег от турски ятаган.
След Освобождението живее в Русе и Варна. Членува в Поборническо-опълченското дружество във Варна.
Умира във Варна на 90-годишна възраст на 9 март 1933 година.

## Памет и признание
Със свое решение от 21 септември 1922 г. Габровският градски общински съвет обявява за почетни граждани 522 поборници и опълченци, един от които (под № 143) е Атанас Петров Лъженски.
Документи на Лъженски се съхраняват в Музея на Възраждането във Варна.
Паметна плоча е била поставена на фасадата на дома му във Варна на ул. „Цар Асен“ № 16 през 1979 година.